# Préfecture de Faranah
La préfecture de Faranah est une subdivision administrative de la région de Faranah, en Guinée. Le chef-lieu est la ville de Faranah.

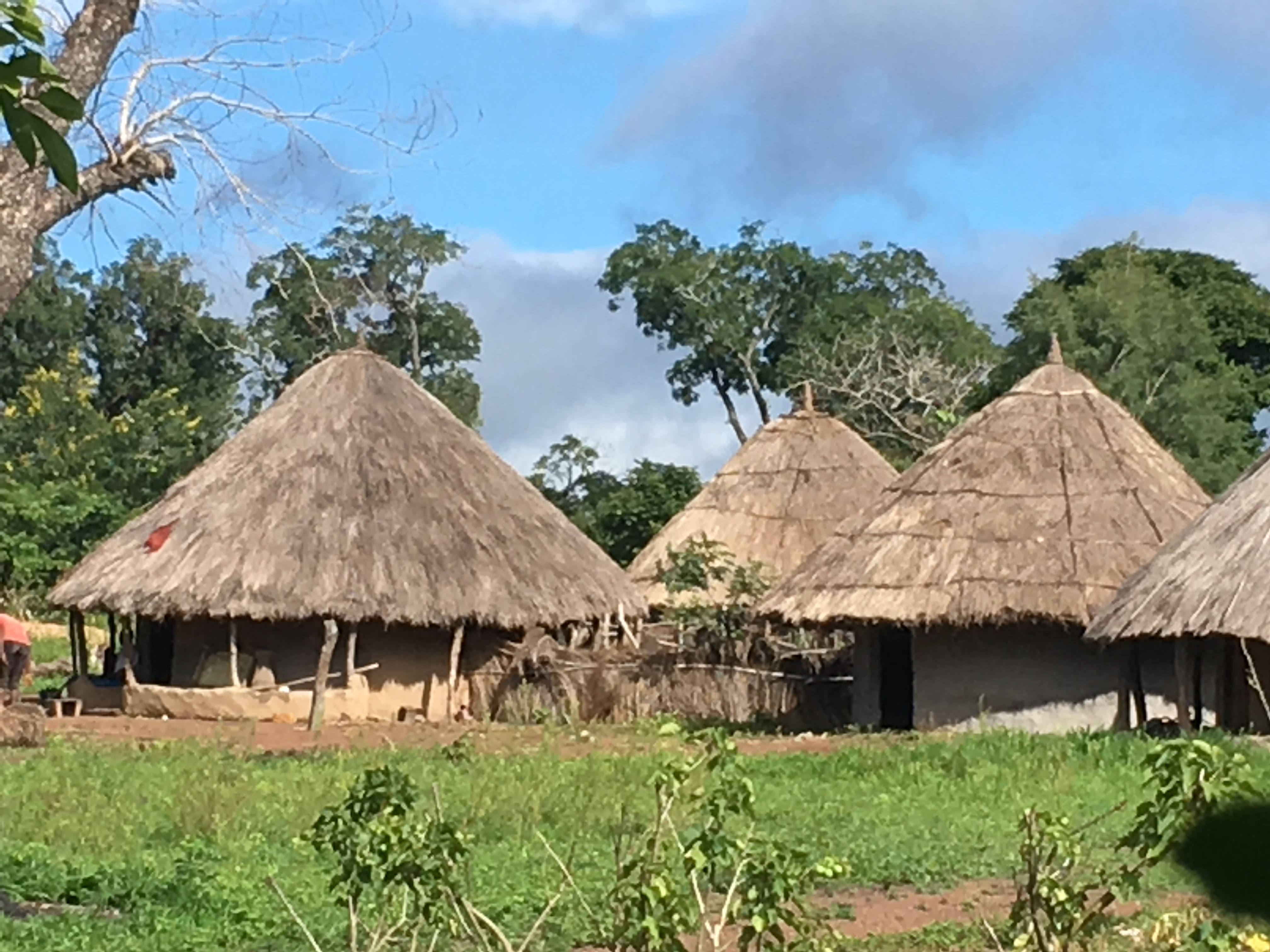
Maisons rondes du village de Kondebou

## Subdivision administrative
La préfecture de Faranah est subdivisée en seize (16) sous-préfectures: Faranah-Centre, Banian, Beindou, Gnaléah, Hérémakonon, Kobikoro, Marela, Passayah, Sandéniah, Songoyah, Tindo, Tiro, Ballaya, Bantoun, Dantilia et Bambaya.

## Population
En 2016, la préfecture comptait 299 612 habitants.